# Danny Sapsford
Danny Sapsford (Walton-on-Thames, 3 aprile 1969) è un ex tennista britannico.

## Carriera
In carriera ha vinto un titolo di doppio, il Nottingham Open nel 1996, in coppia con il connazionale Mark Petchey. Nei tornei del Grande Slam ha ottenuto il suo miglior risultato raggiungendo il terzo turno nel singolare a Wimbledon nel 1999, nel doppio agli US Open nel 1998, e nel doppio misto a Wimbledon nel 1996 e nel 1997.
In Coppa Davis ha disputato un totale di 3 partite, ottenendo 2 vittorie e una sconfitta.

## Statistiche

### Doppio

#### Vittorie (1)
| Numero | Anno           | Torneo                      | Superficie | Compagno     | Avversari in finale    | Punteggio     |
| 1.     | 23 giugno 1996 | Nottingham Open, Nottingham | Erba       | Mark Petchey | Neil Broad Piet Norval | 6-7, 7-6, 6-4 |

#### Finali perse (2)
| Numero | Anno              | Torneo                      | Superficie | Compagno        | Avversari in finale              | Punteggio     |
| 1.     | 17 settembre 1995 | ATP Bordeaux, Bordeaux      | Cemento    | Henrik Holm     | Saša Hiršzon Goran Ivanišević    | 3-6, 4-6      |
| 2.     | 21 giugno 1997    | Nottingham Open, Nottingham | Erba       | Chris Wilkinson | Ellis Ferreira Patrick Galbraith | 6-4, 6-7, 6-7 |